# Моя левая нога
«Моя́ ле́вая нога́» (англ. My Left Foot: The Story of Christie Brown) — британо-ирландская комедийно-драматическая картина 1989 года режиссёра Джима Шеридана, снятая по мотивам одноимённого романа Кристи Брауна. Главную роль исполняет Дэниел Дэй-Льюис, получивший за эту роль свои первые премии «Оскар» и BAFTA в категории «Лучший актёр», в 32 года став самым юным английским артистом, удостоенным награды Американской киноакадемии в вышеупомянутой категории. Кроме того, Дэй-Льюис был награждён премией Лондонского кружка кинокритиков в номинации «Лучший британский актёр года» и отмечен номинацией на  «Золотой глобус» в  категории «Лучший актёр в драматической картине». В рейтинге Британского института кино картина занимает 53-ю строчку среди 100 лучших британских фильмов XX века.

## Сюжет
Фильм основан на фактах из жизни инвалида, ирландца Кристи Брауна. Глядя на него, люди считали инвалида Кристи недоумком и неполноценным человеком, избавленным от необходимости сознательного мышления. Он был жертвой церебрального паралича до тех пор, пока любовь матери и семьи, его мужество и упорство помогли ему научиться рисовать и писать пальцами левой ноги.

## В ролях
- Дэниел Дэй-Льюис — Кристи Браун
- Бренда Фрикер — Бриджет Браун
- Рэй МакЭнэлли — Пэдди Браун
- Фиона Шоу — доктор Айлин Коул
- Хью О’Конор[англ.] — Кристи Браун в детстве
- Рут МакКейб — Мэри Карр
- Кирстен Шеридан — Шэрон Браун
- Деклан Крогэн — Том Браун
- Элисон Уилэн — Шейла Браун
- Инна МакЛиэм — Бенни Браун
- Мари Конми — Сэйди Браун
- Сирил Кьюсак — лорд Кэслуэлланд

## Награды и номинации
В общей сложности лента была удостоена двух наград и пяти номинаций на 62-й церемонии вручения премии «Оскар», двух наград и пяти номинаций на 43-й церемонии вручения наград Британской академии и двух номинаций на 47-й церемонии вручения премии Голливудской ассоциации иностранной прессы.
- 1990 — две премии «Оскар»: лучшая мужская роль (Дэниел Дэй-Льюис), лучшая женская роль второго плана (Бренда Фрикер), а также три номинации: лучший фильм (Ноэл Пирсон), лучший режиссёр (Джим Шеридан), лучший адаптированный сценарий (Шэйн Коннотон, Джим Шеридан)
- 1990 — две номинации на премию «Золотой глобус»: лучшая мужская роль — драма (Дэниел Дэй-Льюис), лучшая женская роль второго плана (Бренда Фрикер)
- 1990 — две премии BAFTA: лучшая мужская роль (Дэниел Дэй-Льюис), лучшая мужская роль второго плана (Рэй Макэнелли), а также три номинации: лучший фильм (Ноэл Пирсон, Джим Шеридан), лучший адаптированный сценарий (Шэйн Коннотон, Джим Шеридан), лучший грим (Кен Дженнингс)
- 1990 — премия «Независимый дух» за лучший независимый фильм (Джим Шеридан)
- 1990 — номинация на премию Гильдии сценаристов США за лучший адаптированный сценарий (Шэйн Коннотон, Джим Шеридан)
- 1989 — попадание в десятку лучших фильмов года по версии Национального совета кинокритиков США

В момент выхода картины авторитетное издание Entertainment Weekly сделало шаг, не имевший ранее прецедентов, поставив картине «Моя левая нога» высший балл А+ в оценке фильмов. На данный момент лишь две картины удостаивались подобной чести — «Гражданин Кейн» и «Моя левая нога».